# Vasile Teuca
Vasile Teuca (n. 1885, Tăut, comitatul Bihor, Regatul Ungariei – d. 1958) a fost un învățător, delegat în Marea Adunare Națională de la Alba Iulia, organismul legislativ reprezentativ al „tuturor românilor din Transilvania, Banat și Țara Ungurească”, cel care a adoptat hotărârea privind Unirea Transilvaniei cu România, la 1 decembrie 1918.

## Biografie
Vasile Teuca s-a născut în 1885 la Tăut, studiile le-a făcut la Școala normală. A fost învățător în Tăut, iar după 1918 a fost senator și inspector școlar. A decedat în anul 1958.

## Activitate politică
A luat parte la Marea Adunare Națională de la Alba Iulia din 1 decembrie 1918, unde a votat Marea Unire ca delegat al cercului electoral Tinca.